# 山崎工業団地
山崎工業団地（やまざきこうぎょうだんち）は、岐阜県各務原市那加山崎町にある工業団地。

## 概要
那加山崎町にある工業団地である。分譲面積は11.6ha。2007年（平成19年）3月完成。
権現山の東部の土砂採取後の跡地に造成された工業団地である。この地区（権現山東部地区）は重点風景地区（各務原市都市景観条例に規定する「風景区域の中で特に重点的に良好な景観の形成を図る必要があると認める地区」）に指定されており、景観に配慮した緑の豊かな工業団地となっている

## 主な進出企業
- 中日本ダイカスト
- 日幸製菓
- 東知
- 国江鉄工所
- APCエアロスペシャルティ
- イワヰ工業